# Aggiudicazione
L'aggiudicazione, secondo la legge italiana, è l'atto giuridico che individua il soggetto (aggiudicatario) al quale è venduto un bene o con il quale è concluso un contratto per l'acquisizione di beni o servizi, in esito ad un'asta o altra procedura in cui più soggetti possono presentare la  loro offerta e viene scelta la migliore.

## Disciplina normativa
Nell'ordinamento italiano culminano con l'atto di aggiudicazione le procedure ad evidenza pubblica per l'affidamento degli appalti pubblici di lavori, forniture e servizi e delle concessioni di lavori e servizi, la cui disciplina è contenuta nel D.Lgs. 36/2023 (Codice dei contratti pubblici relativi a lavori, servizi e forniture). Questo stabilisce che:
- le procedure di affidamento selezionano la migliore offerta; al termine delle stesse è dichiarata la proposta di aggiudicazione a favore del miglior offerente, da parte dell'autorità che la presiede;
- la proposta di aggiudicazione non equivale ad accettazione dell'offerta (e, quindi, a conclusione del contratto, come avveniva in passato), divenendo efficace solo dopo la verifica che l'aggiudicatario dimostri di possedere i requisiti prescritti;
- la proposta di aggiudicazione è sottoposta all'approvazione dell'organo competente, secondo l'ordinamento della stazione appaltante, in esito alla quale si procede ai controlli sui requisiti e all'aggiudicazione.

La proposta di aggiudicazione è, dunque, un atto amministrativo endoprocedimentale e, come tale, può ugualmente essere impugnata con ricorso al giudice amministrativo fino al momento dell'aggiudicazione. Invece, l'aggiudicazione è il provvedimento amministrativo terminale del procedimento e può essere impugnata con ricorso al TAR.

## Acquisti telematici
Il public e-procurement italiano è regolato da specifiche norme che trattano anche la fase dell'aggiudicazione. In particolare il DPR 4 aprile 2002 n.101 "Regolamento recante criteri e modalità per l'espletamento da parte delle amministrazioni pubbliche di procedure telematiche di acquisto per l'approvvigionamento di beni e servizi", la norma specifica per le procedure di gara interamente gestite con sistemi telematici, l'art. 295 del DPR 5 ottobre 2010 n. 207. Tutte le norme stabiliscono regole generali sull'intero procedimento, come la segretezza delle offerte, ma nessuna di esse fa specifico riferimento all'aggiudicazione, salvo l'importante modifica introdotta dalla "spending review" che modificando il codice dei contratti allora vigente prevede che sia azzerato il termine di 35 giorni che occorre attendere prima della stipula, in caso di aggiudicazione su piattaforma telematica (articolo 10bis, lettera b), in particolare Sistema dinamico di acquisto e Mercato elettronico della pubblica amministrazione (MePA) della Consip. L'innovazione è motivata dall'elevato grado di trasparenza a cui sono sottoposte le procedure telematiche, introducendo così una grande semplificazione e stimolo all'impiego dell'e-procurement.